# マイナス・ゼロ
『マイナス・ゼロ』は、広瀬正によって書かれたSF長編小説。広瀬の代表作と言われ、熱狂的ファンを多く持つ作品である。大森望は本作を広瀬の代表作とするとともに「時間SFの最高峰」と称えている。

## 概要
1965年（昭和40年）『宇宙塵』に処女長編として連載されたタイムトラベル物。『宇宙塵』においていくつかの短編を発表し、「もの」など時間を扱ったショートショートで知られていた広瀬の処女長編。
しかし、1970年（昭和45年）10月15日に河出書房新社から刊行されるまで単行本化されることがなかった。この単行本化までにかかった時間は、後に「空白の5年間」と呼ばれる。石川喬司はこの5年間を「長い鬱屈した日々」と表現し、その名の通り広瀬は小説を全く書けなかったともいう。
1970年下半期対象の第64回直木賞候補となり、10名からなる選考委員のうち司馬遼太郎は本作を最も高く評価したが、選にもれた。
また、2008年7月25日の集英社文庫改訂新版発売まで絶版による品切れ状態が続き、長らく復刊が待たれた作品でもある。2008年本屋大賞の5周年記念特別企画「この文庫を復刊せよ!」では、入手困難となっていた文庫本を対象に復刊希望を募り、本作が最も多くの票を得た。

## あらすじ
昭和20年5月26日零時頃、東京で空襲が続く中、世田谷の梅ヶ丘に疎開していた中学2年生の浜田俊夫は、空襲の焼夷弾火災に巻き込まれた隣家の伊沢先生から「18年後にまた同じ場所に来てほしい」という遺言を受ける。
18年後の昭和38年同日同時刻、俊夫が遺言通り旧伊沢邸を訪れると、空襲の時から18年間行方不明だった伊沢啓子が当時の姿のまま現れた。空襲時は伊沢先生の「研究室」にあった灰緑色の巨大な箱の中に啓子は入っていたという。啓子は18年経っていることを知らなかった。
その箱がタイムマシンだとわかり、2人は調査する。伊沢先生が遺したノートから昭和9年に伊沢先生を助けるため2人で行く手はずだったが、俊夫は1人だけで中に入り操作してしまい、意図せず昭和7年に着いてしまった。ほどなくタイムマシンはアクシデントで俊夫を乗せず戻ってしまう。
俊夫は伊沢先生がタイムマシンで現れる昭和9年まで待つことにし、昭和38年から来た時タイムマシンから持ち出してあった当時の紙幣と、戦後の知識を使ってうまく立ち回ろうとするが…

## 登場人物
- 浜田俊夫　主人公　昭和38年当時は32歳。戦後急成長した電機会社の技術部長。昭和7年にタイムスリップした後の世界では戸籍を買い取り中河原伝蔵と名乗る。
- 伊沢啓子　昭和20年当時17歳。高等女学校5年生。昭和20年5月25日深夜の空襲の際に行方不明となったが、義父の伊沢先生により自分でも分からぬままタイムマシンで未来（昭和38年）に送られていた。
- 伊沢先生　啓子の養父。文理科大学の古代生物学講師だが過去のことは不明。昭和20年5月25日深夜の空襲で亡くなる。啓子が持ち出した先生のノートの前半は得体の知れぬ文字が書かれていた。
- レイ子　昭和7年当時の銀座のバー「モロッコ」の女給。昼間は百貨店の臨時勤めもする。探偵小説も読む読書家。俊夫の良き理解者であり、俊夫が昭和7年の世界で未来から来た事を教えた唯一の人物。
- カシラ　昭和7年当時、世田谷の鳶(とび)の棟梁。梅ヶ丘に2年ほど前から住んでいた。俊夫はそこの居候となる。
- おかみさん　カシラの女房。
- タカシ　カシラの長男。昭和7年当時尋常小学校4年生。俊夫の電気技術に興味を抱く。
- オヤブン　カシラの次男。昭和7年当時はまだ幼児。
- 小田切美子　昭和7年当時の映画女優。当時20代。伊沢啓子はこの女優にとてもよく似ている。
- 及川老人　昭和38年当時60代くらい。伊沢邸跡の現在の持ち主。夫人と暮らしている。伊沢先生の「研究室」だった建物はコンクリート建てのため現存している。
- ジョージ・山城中尉　進駐軍CIC(対敵防諜部隊)付将校。日系2世。

## 評価
『オール讀物』1971年4月号に掲載された直木賞の選考委員による選評の概要は以下の通り。
- 源氏鶏太 - 空想力、構想力、舞台となる昭和7年頃の東京風俗、人物の描写が巧みであり面白かったが、直木賞作品となると別のことのように思わせられる。
- 村上元三 - 昭和7年の東京の描写などは面白いが、着想は新しいとは思えない。
- 柴田錬三郎 - 面白いという点では最も面白かったが、読者をおどろかせたり、面白がらせるために多くの枚数を費やしてしまっている。
- 司馬遼太郎 - 作者の空想能力、空想構築の堅牢さに驚く。これを推すが、他の選者に受けの悪い理由もわかるため、推し続けることは困難だった。

## その他
- この作品のタイムマシンは時間移動だけで空間移動ができない。また、年単位の移動だけで、日時や分・秒は移動できない。そのため、地球の公転による位置の違い(うるう年等)のズレなどはどう解決しているのかと、主人公自身も疑問に思っている。
- 作品の中ではタイムマシンは5回稼働し、空間移動が無い故に送り側や受け側でちょっとした騒動が起こり物語の伏線となる。
- タイムトラベルの結果、因果律を破って一定時間内だけに突然存在し、突然消える、しかも誰が作ったものでもないという物質ができる『存在の環』の問題を提示している。
- この作品はタイムトラベルで過去を改変したらどうなるかという問題について、大規模改変は無理にしても、小規模で歴史の自己収斂作用ができる程度であれば可能ではないかという立場を取る。弱電に詳しかった主人公が時間旅行した後の昭和38年では、史実の昭和38年では実現していない科学技術が出てくる描写もある。
- 昭和7年を中心にかつての東京の世情・風俗・物価などが事細かに描写されている。ダットサン・フェートンなど、当時のカタログなどを引用しながら綿密な取材がなされている。
- 昭和7年は、東京市が荏原・豊多摩・南葛飾の各郡を編入して35区に拡大し世界第二位の人口となった年である。カシラ一家は昭和7年当時の新興東京市の庶民の姿を代表するものとして描かれる。
- 昭和7年の世界で火事の見物人の中に「一ネン一クミ　ヒロセタダシ」と書いた手ぬぐいを付けた作者と同名の小学生が登場する（ただし、作者の広瀬正は本名ではなく、当時小学生ではあるが一年生ではない）。

## 書籍情報
- 『マイナス・ゼロ』河出書房新社、1970年10月15日。ASIN B000J96YEI。
- 『広瀬正・小説全集』 1巻、河出書房新社、1977年3月。ASIN B000J8UGB6。
- 『マイナス・ゼロ』集英社〈集英社文庫〉、1982年2月。ISBN 978-4-08-750491-0。
- 『マイナス・ゼロ』（改訂新版）集英社〈集英社文庫〉、2008年7月25日。ISBN 978-4-08-746324-8。

### 自己を創出する因果のループを題材とした先行作品
- 時の門 - ロバート・A・ハインライン作のSF。1941年発表
- 輪廻の蛇 - ロバート・A・ハインライン作のSF。1959年発表